# Verdetto finale (film 1991)
Verdetto finale (Ricochet), noto anche come Verdetto finale - Il thriller, è un film del 1991 diretto da Russell Mulcahy.

## Trama
Il poliziotto Nick Styles (Denzel Washington) arresta il criminale psicopatico Earl Blake (John Lithgow). Mentre Styles intraprende una brillante carriera come Procuratore, Blake in carcere ha come unica ossessione la vendetta su colui che lo ha incriminato. Fugge di prigione, rapisce Styles, lo droga e lo filma con una prostituta tentando in questo modo di distruggerne l'immagine e la vita familiare.